# بازدخولی
رویه بازدخولی (به انگلیسی: Reentrancy) رویه‌ای است که یک نسخه از کد برنامه در یک دوره زمانی واحد بتواند به وسیله چند کاربر مورد اشتراک قرار گیرد. بازدخولی دو جنبه مهم دارد: اول اینکه کد برنامه نباید خود را تغییر دهد و ثانیاً داده‌های محلی هر کاربر باید جداگانه ذخیره شود. رویه بازدخولی ممکن است وقفه داده شود و به وسیله یک برنامه وقفه دهنده فراخوانی گردد و همچنان در برگشت به آن رویه به درستی اجرا شود. در سیستم‌های اشتراکی، بازدخولی استفاده کارآمدتر از خافظه را میسر می‌سازد زیرا یک نسخه از برنامه در حافظه نگهداری می‌شود ولی کاربردهای متعدد می‌توانند آن را فراخوانی نمایند.